# Dunsapie Loch
Dunsapie Loch ist ein kleiner künstlicher Süßwassersee in den schottischen Lowlands. Er liegt auf dem Stadtgebiet von Edinburgh im östlichen Teil des Holyrood Parks zwischen Arthur’s Seat und Dunsapie Hill. Unmittelbar am Westufer des Sees liegen der Queen’s Drive und ein Parkplatz, wodurch Dunsapie Loch von Edinburgh aus leicht zu erreichen ist. 
Der See hat eine leicht gebogene Form und ist ungefähr 200 m lang sowie circa 60 m breit. Er liegt etwa 110 m über dem Meeresspiegel. Der See existiert seit 1844 und wurde im Zuge der Bauarbeiten für den Queen’s Drive geschaffen. Trotz seines künstlichen Ursprungs haben sich zahlreiche Wildvögel, wie beispielsweise Graugänse, Höckerschwäne, Stockenten und Blässhühner, am Dunsapie Loch angesiedelt. Im See befindet sich eine schwimmende Insel, die als Brutplatz dient. 